# Organisation de la jeunesse constitutionnelle
Pour les articles homonymes, voir OJC.
L’Organisation de la jeunesse constitutionnelle (OJC) est une structure parallèle du parti de l’Union constitutionnelle (UC) au Maroc. Elle est composée de membres âgés de moins de 40 ans et agit sous la forme d’une association de droit public, reconnu par les Autorités du Royaume du Maroc.
L’OJC a été créée à Casablanca, lors de son Congrès constitutif, le 18 octobre 1987. Après son premier Congrès national en 1994, l’OJC a pris un nouvel élan en 2013 en organisant son 2e Congrès national à Casablanca le 29 juin.

## Présentation
L’OJC est une structure d’encadrement, de formation et de détection des futurs leaders et dirigeants politiques et publics au Maroc. Organiquement liée au parti de l’Union Constitutionnelle, l’OJC défend un projet de société attaché aux valeurs de la Nation et ouvert sur les principes universels. Depuis son 2e Congrès national, l’OJC milite pour un modèle de vie en commun basé sur la liberté, la famille, l’équité des chances, le mérite, le travail et le service.

## Gouvernance

### Le secrétaire général

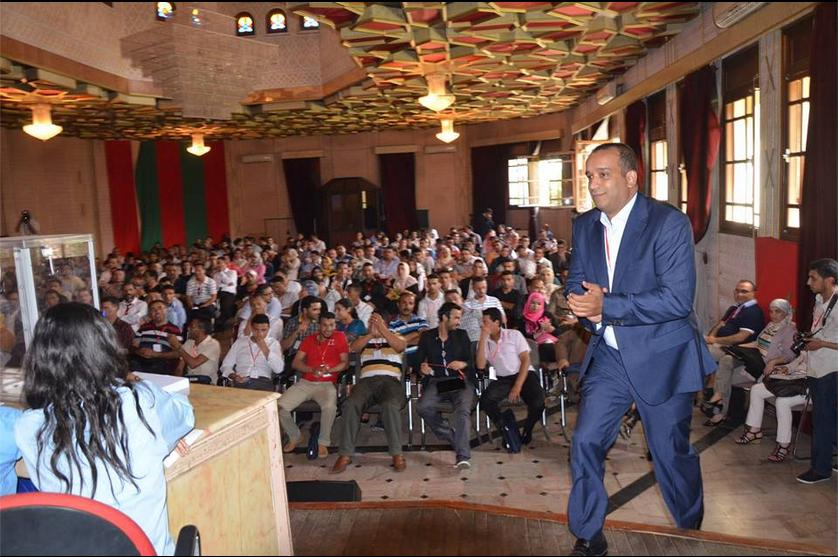
Anouar Zyne

Anouar Zyne, né à Casablanca, en 1978, a été élu secrétaire général lors du deuxième Congrès national de l’OJC. Diplômé en Sciences politiques de l’Institut d’études politiques de Strasbourg, il a également été reçu major de sa promotion au Master « Communication des Organisations » de l’Université de Versailles-Saint-Quentin-en-Yvelines, à l’école Com’Sup à Casablanca. Entrepreneur dans le secteur de la communication, Anouar Zyne est un ancien journaliste, rédacteur en chef et éditeur. Membre actif dans plusieurs associations, Anouar Zyne a été candidat tête de listes aux législatives de 2007. Membre du Conseil national de l’UC depuis 2006, de sa Commission administrative depuis 2007, il est également membre du Bureau Politique depuis octobre 2013. Son mandat arrive à terme en juin 2015.

### Le conseil national
Véritable parlement de l'OJC, le Conseil national est composé de membres élus lors du Congrès ou cooptés par le Secrétaire Général. Près de 220 jeunes y représentent la totalité des régions du Maroc. Le Conseil national se réunit deux fois par an au minimum, ou à la demande du Bureau national lors des activités de grande envergure.

### Le bureau national
Composé de 39 membres élus et de plusieurs membres cooptés, le Bureau national est le véritable «gouvernement» de l’OJC. Il représente toutes les régions du Maroc. Le Bureau national agit à travers une composition administrative, avec deux vice-Secrétaires généraux, un rapporteur et ses deux adjointes, une trésorière et ses deux adjointes. Le Bureau national déploie également ses programmes à travers 14 commissions. Il se réunit chaque mois pour faire le bilan des réalisations.

### Les commissions
Les 14 commissions du Bureau national agissent en véritable «ministères». Leurs présidents ont pour mission de concevoir et déployer des programmes en faveur des jeunes de l’OJC et du Maroc. Affaires juridiques, actions sociales, affaires estudiantines, relations internationales, relations générales, programmes culturels et sportifs… tous les domaines de la jeunesse sont couverts par les commissions.

## Déploiement sur le territoire
- Bureaux régionaux: Avec des SG et des bureaux élus lors de congrès régionaux, ils sont au nombre de 16.
- Bureaux provinciaux: Avec des SG et des bureaux élus lors de congrès provinciaux, ils sont au nombre de 94.
- Bureaux locaux: Avec des SG et des bureaux élus lors d’assemblées générales, ils sont appelés à dépasser les 300 bureaux dans 1 an.
- Clubs de quartier: Avec des présidents élus, ils sont appelés à réaliser des actions de proximité en faveur des jeunes de leurs communautés. Plus de 600 clubs sont en chantier.

## Événements
- Les réunions du Bureau national : Le premier samedi de chaque mois : Casablanca, le 7 septembre 2013 - Bouznika, le 4 octobre 2013 - Meknès, le 2 novembre 2013 - Marrakech, le 7 décembre 2013[9]
- Les réunions du Conseil national : Septembre 2013 - Marrakech 2014
- L’Université d’automne : Septembre 2013 - Septembre 2014
- La Convention nationale : Mars 2014 - Mars 2015
- Les actions de proximité : Spectacles - Bonnes œuvres - Education-Formation - Sports
- Principales dates :
  - 29 juin 2013 : Congrès national
  - 5, 6 et 7 septembre 2013 : Séminaire Bureau national - Casablanca
  - 7 septembre 2013 : Participation au Conseil national UC[10]
  - 20, 21 et 22 septembre 2013: Université d’automne[11]
  - 20 septembre 2013 : 1er Conseil national
  - 5 octobre 2013 : Participation au Congrès exceptionnel UC
  - 2 novembre 2013 : Réunion Bureau national Meknès
  - 9 novembre 2013 : Participation Commission administrative UC
  - 24 novembre 213 : Congrès régional Marrakech Tensift Al Haouz
  - 7 décembre 2013 : Réunion bureau national Marrakech